# Livskraft (radioprogram)
Livskraft var ett radioprogram från UR som sändes i Sveriges Radio P1. Programmet tog upp frågor som rör personer med funktionsnedsättningar. 
Programledare var sedan början av 2005 Anna Bergholtz som bland annat tidigare varit engagerad i Marschen för tillgänglighet.
Programmet sändes mellan december 1998 och januari 2007.